# Ексклузивна економска зона
Ексклузивна економска зона је подручје које се налази изван територијалних вода и уз њу, подвргнуто је посебном правном режиму, на темељу којег приобалне државе имају суверено право деловати у складу са својим интересима.
Сваким проглашавањем ексклузивне економске зоне, смањује се део мора у правном статусу међународних вода: за разлику од стања у релативно недавној прошлости када приобалне државе нису имале посебне могућности да јаче економски искористе (изузев за промет) и да практично контролишу светска мора. Савремени развој рибарске технологије и рударства (посебно индустрије нафте и плина), те могућности да се технички надзиру подручја удаљена од обале (радари, авиони, брзи бродови и др.) узрокују могућност и жељу држава широм света да успоставе контролу над морским пространствима.
Свака држава која има излаз на отворено море има право прогласити ексклузивну економску зону; правни ефекти таквог акта уређени су Конвенцијом УН о праву мора из 1982. године.
Ексклузивна економска зона не сме се простирати преко 200 наутичких миља од полазних линија од којих се мери ширина територијалних вода.
Ексклузивна економска зона појединих земаља чланица у новијој се политици  Европске уније називају „европским водама”. Земље ЕУ које излазе на Атлантик и Северно море су све редом прогласиле ексклузивну економску зону, као и већина држава - чланица ЕУ на Медитерану. Само у погледу дела тих економских зона је до сада постигнут договор о разграничењу између суседних земаља.
Воља Исланда да одржи суверена права над ексклузивном економском зоном и настави имати економске користи од мора које је изузетно важно за интерес те земље били су важан разлог одустанка Исланда од поступка придруживања Европској унији 2015. године.
Спорови око питања ексклузивних економских зона су релативно чести у свету, чак и између иначе пријатељских земаља.